# Vängsjön, Uppland
Vängsjön är en sjö i Norrtälje kommun i Uppland och ingår i Norrströms huvudavrinningsområde. Sjön har en area på 0,366 kvadratkilometer och ligger 19 meter över havet.

## Delavrinningsområde
Vängsjön ingår i det delavrinningsområde (663105-162856) som SMHI kallar för Ovan Storån. Medelhöjden är 29 meter över havet och ytan är 33,13 kvadratkilometer. Det finns ett avrinningsområde uppströms, och räknas det in blir den ackumulerade arean 51,52 kvadratkilometer. Storån som avvattnar avrinningsområdet har biflödesordning 4, vilket innebär att vattnet flödar genom totalt 4 vattendrag innan det når havet efter 113 kilometer. Avrinningsområdet består mestadels av skog (63 procent) och jordbruk (26 procent). Avrinningsområdet har 0,63 kvadratkilometer vattenytor vilket ger det en sjöprocent på 1,9 procent.